# Myristica ampliata
Myristica ampliata là một loài thực vật thuộc họ Myristicaceae. Đây là loài đặc hữu của Queensland, Úc.